# Phytobia flavohumeralis
Phytobia flavohumeralis este o specie de muște din genul Phytobia, familia Agromyzidae, descrisă de Sehgal în anul 1968. Conform Catalogue of Life specia Phytobia flavohumeralis nu are subspecii cunoscute.